# Будинок театру (Чернівці)
Чернівецький міський театр — зведена у 1905 році пам'ятка архітектури національного значення (ох. № 1737), розташована в історичному центрі Чернівців на Театральна пл., 1, у якій нині розміщується Чернівецький музично-драматичний театр імені Ольги Кобилянської.

## Архітектурні особливості
Чернівецький театр є триповерховою спорудою, зведеною у стилі необароко, що залишається домінантою архітектурного ансамблю Театральної площі міста. Він став предметом захоплення, як тільки був зведений. Як зазначали віденські публіцисти:
|  | …чернівецький театр - це мрія з оксамиту й золота… пам'ятник обізнаним із культурою чернівчанам, які понад усе боялися набути репутації провінції і палко прагнули ні в чому не поступатися шанованому метрополю Відню… |

Ризаліт будівлі, з чотирма декоративними колонами, завершується складним фронтоном, на якому встановлено рельєфний щит для міського герба (нині за призначенням не використовується). Портал театру прикрашає скульптура Мельпомени, а головний вхід — композиція з горельєфом Аполлона в оточені персонажів античної культури.
Над фасадними вікнами розміщено рельєфні зображення Вільяма Шекспіра та Ріхарда Вагнера, в обрамлені муз. На бокових ризалітах, поряд з ліпниною у вигляді «австрійських» міських гербів, у нішах встановлені бюсти видатних німецьких драматургів. З північного (правого) боку розміщенні Людвіг ван Бетховен, Франц Йозеф Гайдн, Йоганн Вольфганг фон Гете та Тарас Шевченко (встановлений у другій половині ХХ ст.); з південного (лівого) боку — Вольфганг Амадей Моцарт, Йоганн-Фрідріх Шиллер, Франц Петер Шуберт та Олександр Пушкін (з'явився у «радянський період»).
Будівля накрита складним багатощипцевим дахом. У центральній частині має вигляд куполу, увінчаного шпилем. На даху зберігся стильний димар, із зображенням міського герба «австрійського періоду».

### Інтер'єр
Тристулкові парадні двері ведуть в ажурний овальний вестибюль, який гармонійно поєднаний з біломармуровими сходами на другий і третій поверхи. Інтер'єр має неповторне архітектурне оздоблення, оригінальні прикраси в стилі бароко, ліпний декор, розкішну орнаментовку — усе це виконано в білому та золотому кольорах.
Гарно прикрашена, глядацька зала складається з партеру, 35 лож бельєтажу та амфітеатру. Загальна місткість залу становить — 813 місць.
Див.: план-схема глядацької зали театру

## Історія будівлі

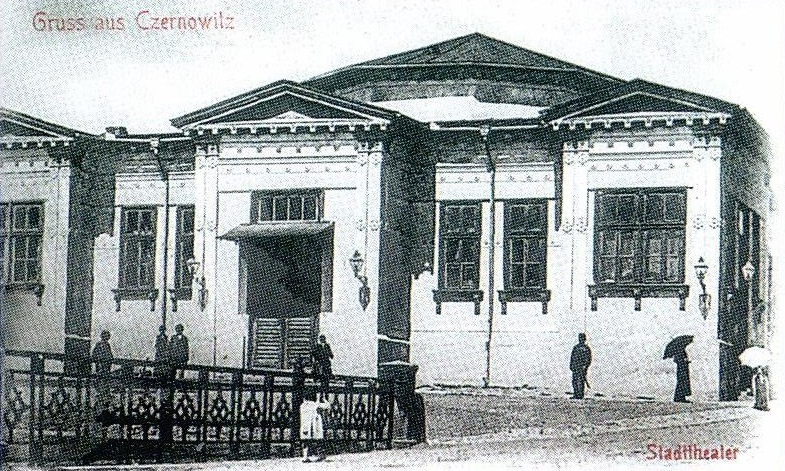
Старий театр Чернівців (1900)

Театральне мистецтво з'явилось у Чернівцях з приєднанням (1774) західної частини Буковини до Габсбурзької монархії. Вже 1784-го р. міщани мали можливість насолоджуватись постановками італійського театру тіней. У 1803 році у місті гастролювала трупа Філіпа Бернта. Досить довго столиця буковинського краю не мала спеціалізованого приміщення. Спектаклі навіть найвідоміших театральних труп ставилися і просто неба у Фольксгартені, і в міському казино, і в готелях «Молдавія» та «Чорний орел».
Проблема відсутності міського театру ставала все нагальнішою, у зв'язку з чим громада чинила тиск на міський магістрат. Спочатку розглядався варіант використання для потреб театру залу «Музичного товариства», будівництво якого розпочалося у 1876 році. Проте, все ж таки було прийнято рішення про зведення окремої будівлі міського театру на 547 місць за проектом Йозефа Грегора на розі Шкільної та Турецької, яке було завершено 1878-го р. Одноповерхова, дерев'яна споруда була дуже скромною зовні. Водночас, за свідченнями сучасників, мала вишуканий інтер'єр, художнім оформленням якого займався віденьський маляр, професор Карл Йобст, який до того вже був відомий в Чернівцях завдяки своїм розписам Трьох-Святительської церкви Резиденції митрополитів Буковини і Далмації та залу «Музичного товариства». З міркувань пожежної безпеки 1904-го р. було заборонено подальше використання старого приміщення для потреб театру.

### Будівництво нового театру

Будівництво чернівецького театру (1905)

Чернівецький театр і пам'ятник Й.Шиллеру

Інтер'єр театру (1913)

Меморіальна дошка на фасаді театру

Ще задовго до закриття «дерев'яного театру», місцеві театрали вимагали від магістрату спорудити новий театр, що відповідав би статусу Чернівців — столиці Герцогства Буковина. 1897-го р. було утворено спеціальну театральну комісію, провідну роль у якій відігравали бургомістр Антон Кохановський, віце-бургомістр Йозеф Грегор, а також місцевий політичний та громадський діяч Бенно Штраухер. Проект замовили у престижному «Архітектурному бюро Фельнер & Гельмер». У 1900 році Фердинанд Фельнер особисто приїхав до Чернівців для ознайомлення з місцевістю. Спочатку архітектор забажав ділянку під майбутнє будівництво у «Парку Франца Йосифа» (нині сквер на вул. Головній напроти Свято-Духівського кафедрального собору) або безпосередньо на площі Австрії. В силу різних обставин ці варіанти були відхилені. Компромісним рішенням стало місце на площі Єлизавети. Відповідно до угоди, у травні 1902 року проект був готовий. Водночас не готовим виявилось місто, у якого на той момент просто не виявилось необхідної суми коштів. До цього питання повернулись тільки тоді, коли місто залишилось взагалі без театру.

30 травня 1904 року до Чернівців прибув Герман Гельмер, у якого було викуплено остаточний варіант проекту, з кошторисною вартістю у 600 000 крон (на той час просто фантастична сума). 1 серпня 1904 року урочисто заклали «перший камінь». Будівельні роботи велися «Бюро Фельнера і Гельмера», а безпосередньо роботами керував віце-бургомістр Й. Грегор. Таке місто як Чернівці не могло довго залишатись без приміщення театру, тому споруджували об'єкт з рекордною, для тих часів, швидкістю. Вже наприкінці того ж року було завершено «коробку». Протягом наступного — проводились конструктивні та оздоблювальні роботи, а також облаштування сцени. Як скульптор був запрошений віденський майстер Ернст Геденбарт. Розпис довірили чехам Гудячеку та Ягоді.
3 жовтня 1905 року відбулося урочисте відкриття нового театру, який справді мало чим поступався Віденському. Приміщення було символічно передано його директору Адольфу Ранценгоферу. У привітанні з цієї нагоди, говорилося:

|  | З гордістю і задоволенням ми дивимося сьогодні на наш міський театр – це шедевр архітектурного мистецтва, який свідчить про те, що наше місто Чернівці може змагатись з великими культурними центрами Заходу. Хай щаслива доля здійснить усі наші надії. Нехай цей театр стане справжнім храмом мистецтва і культурним центром для усіх національностей нашого міста. І хай допоможе нам Бог! |

Того ж дня глядачі побачили першу виставу на сцені новобудови — п'єсу Франца Шьонтана «Марія Терезія».

### Подальша доля

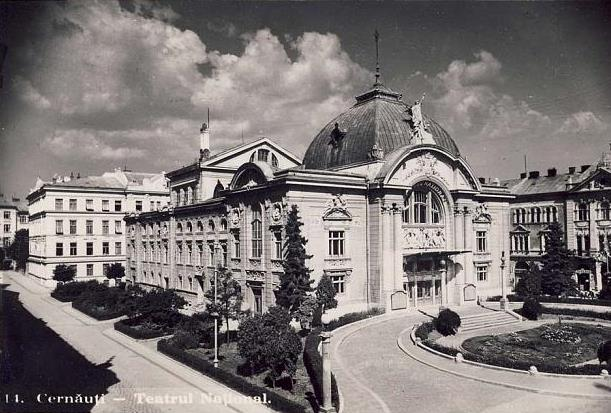
Чернівецький театр (1920-ті)

Приміщення театру використовувалось лише для гастрольних вистав різних європейських колективів. На сцені демонструвалися опери, оперети, драматичні та комедійні вистави, зінгшпілі. З огляду на те, що театр від початку відкривався як німецький, то й в репертуарі здебільшого були твори західноєвропейської класики: Джузеппе Верді, Ріхард Вагнер тощо. Особливо шанували чернівецькі театрали Йоганна-Фрідріха Шиллера, якому у 1907 році встановили пам'ятник перед будівлею театру.

Після анексії Північної Буковини королівською Румунією, у Чернівцях розпочалася широкомасштабна кампанія з «боротьби із австрійською спадщиною». Не оминула сумна доля й місцевий театр. Зокрема, у січні 1922 року, організована окупаційною адміністрацією, група молодих румунських шовіністів зірвала виставу за участю гастролюючої у Чернівцях німецької зірки Александра Моіссі. Захопивши театр, молодчики позривали усі німецькі написи, вивісили румунський трикольор, та змусили акторів і глядачів перейти у приміщення «Музичного товариства». Водночас, місцева влада використала інцидент для того, щоби відібрати будівлю у громади міста. Вже 1 лютого 1922 року її перетворили у «Teatrul Național» (Національний Театр). Було знищено герб, розміщений на фронтоні. До всього місцеву німецьку громаду змусили демонтувати «пам'ятник Шиллеру», який з траурною процесією перенесли на територію Німецького Народного Дому.

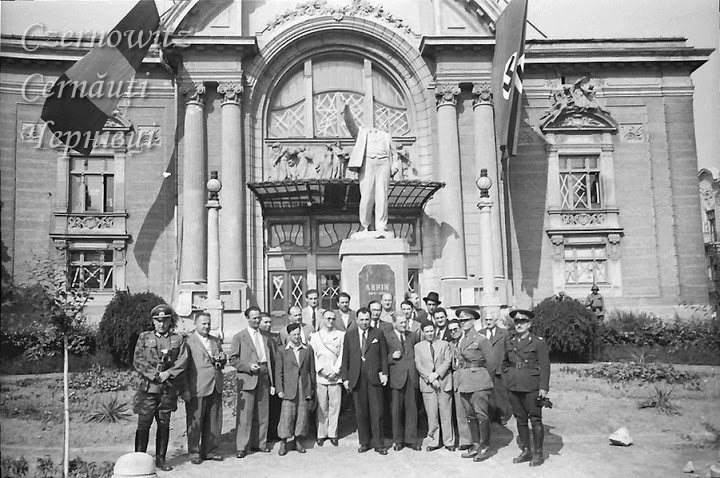
Чернівецький театр (1941)

У результаті Бесарабсько-буковинського походу 1940 територія Північної Буковини була звільнена від румунської окупації, що тривала майже 22 роки. 7 серпня 1940 року було утворено Чернівецьку область у складі УРСР. Того ж року у Чернівцях вперше було створено місцеву театральну трупу, яка 14 січня 1941 року презентувала чернівчанам свою першу прем'єру — «Лісова пісня» Лесі Українки.
Щодо споруди міського театру, то певних змін зазнав майдан перед будівлею. Там, де до румунської окупації стояв «пам'ятник Шиллеру», було встановлено «статую В. Леніна», яка, щоправда, простояла менше року. 22 червня 1941 року розпочалася Нацистсько-радянська війна, у результаті якої край було окуповано румунсько-нацистськими союзниками. Майже три роки елементами екстер'єру міського театру в Чернівцях були — прапори Третього Рейху та королівської Румунії.

пам'ятник
Ользі Кобилянській

У березні 1944 року, в результаті Проскурівсько-Чернівецької операції, Чернівці були остаточно звільнені від іноземних загарбників.
1954-го р. театру було надано ім'я великої української письменниці Ольги Кобилянської. Пізніше перед будівлею встановили їй пам'ятник, який у своєму первісному варіанті був надзвичайно скромним, але все одно правдоподібно відтворював постать «Гірської Орлиці». 2 серпня 1980 року старий пам'ятник було замінено на новий розкішний постамент (скульптори А. Скиба, М.Мірошниченко).
Протягом 1977–1980 років проведено реставрацію приміщення, після чого цей неповторний храм мистецтва пережив своє друге народження і його було занесено в список пам'яток архітектури України.

### Сучасність

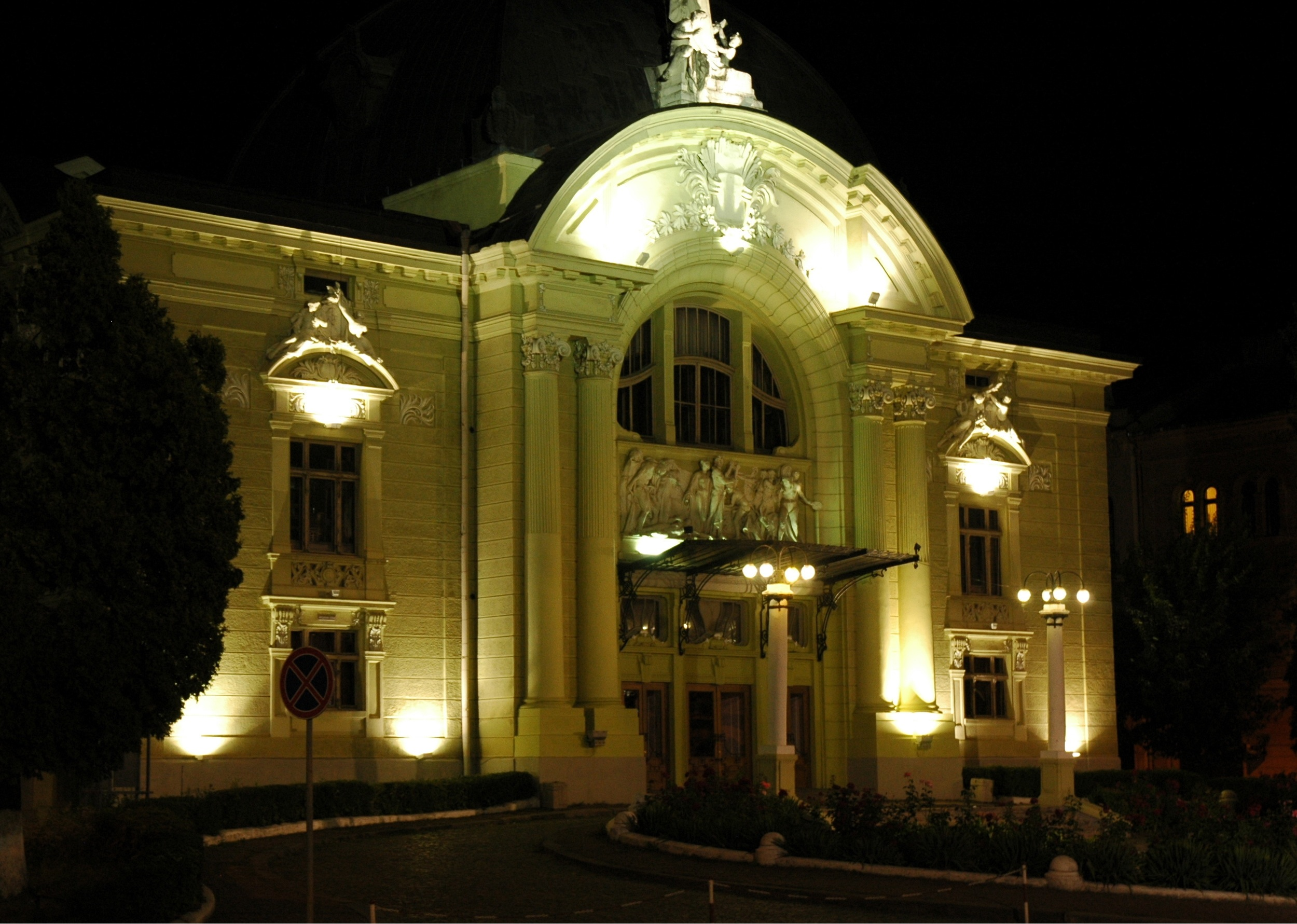
Чернівецький театр (нічне фото)

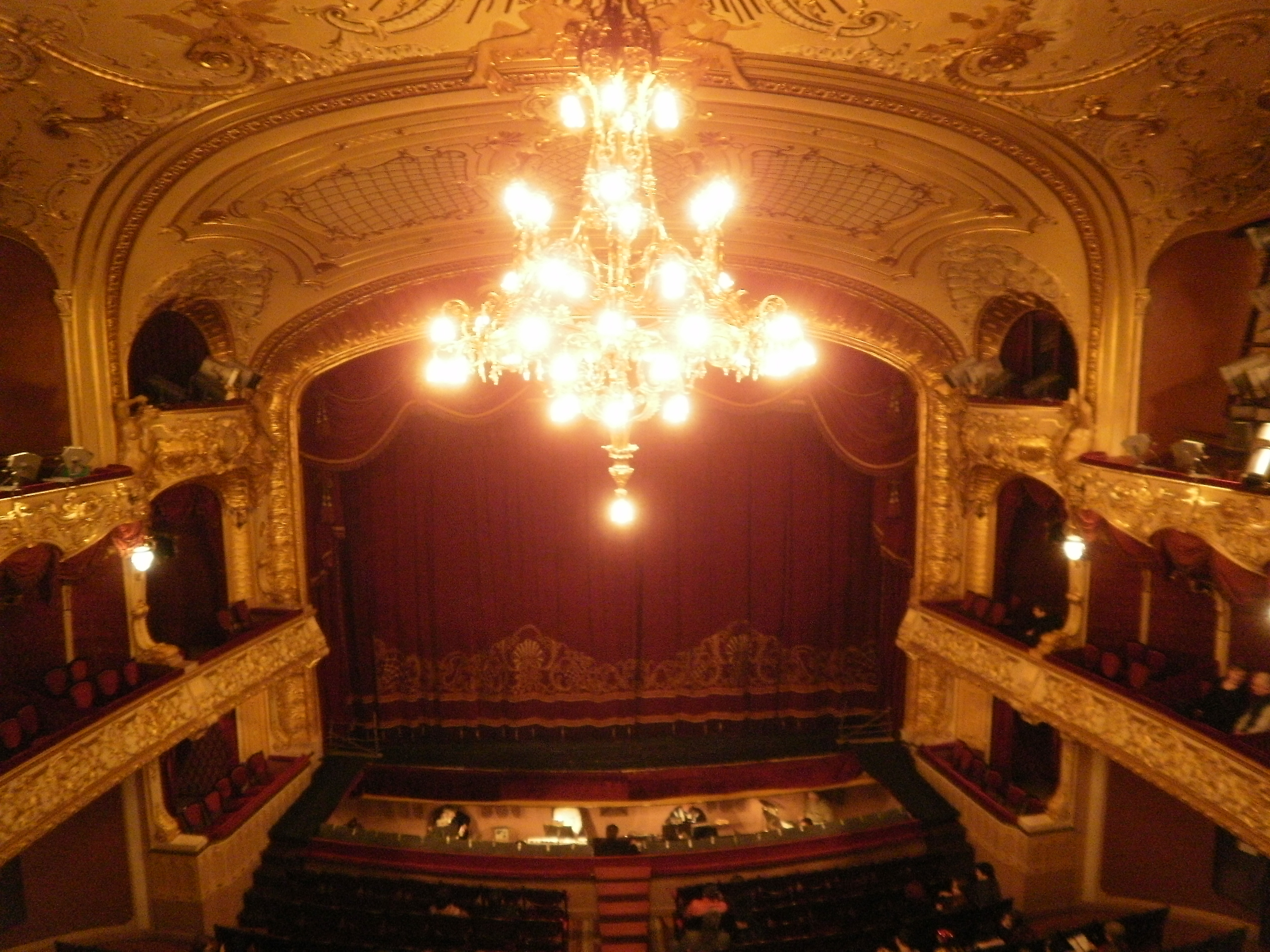
Сучасний інтер'єр театру

У 2005 році широко відзначався 100-річний ювілей міського театру. Поряд з проведенням урочистих заходів та фестивалю театрального мистецтва, було проведено поточні ремонтні роботи. Національний банк України випустив ювілейну срібну монету.
Того ж року було прийнято рішення про необхідність проведення капітального ремонту споруди. У 2006-2007 роках було підготовлено необхідну документацію, якою передбачалося проведення робіт на загальну суму у 5,6 млн. грн. Щоправда фінансово-економічна криза 2008—2009 завадила реалізації проекту. Встигли тільки відновити регуляторну сценічного освітлення, встановити тепловий лічильник та екран зворотної проєкції, покращити механіку сцени, замінити двері, відремонтувати сидіння та дах творчо-виробничих цехів.
2010-го р. (під час відзначення 105 річниці театру) представниками влади, зокрема головою облдержадміністрації Михайлом Папієвим, було обіцяно відновити фінансування. Тим часом, влітку 2011 року театр вже змушений був боротися з «грибком», який почав проникати у театральну залу, зачіпаючи ліпнину із сусальним золотом. Розроблена нова документація збільшила вартість робот до 11 млн грн., з яких державний бюджет готовий виділити тільки 2 млн.
Профінансувати решту 9 млн грн., а також 8 млн грн. для реконструкції Чернівецького національного університету ім. Ю. Федьковича у вигляді меценатської допомоги у 2012 році обіцяв бізнесмен Дмитро Фірташ, однак станом на кінець 2013 року кошти від благодійного фонду підприємця надійшли лише на реконструкцію навчального закладу. Наразі у театрі підтримують будівлю власними силами, й сподіваються, що до «110-річчя» (2015) ситуація поліпшиться.